# Nagy Ervin (sportoló)
Nagy Ervin (Mohács, 1995. szeptember 15. –) freestyle labdarúgó.

## Életpályája
2011 nyarán kezdett el freestyle focizni. Egy év múlva már ledobta első BLTATW-jét (Beck Lemmens Touzani Around The World), mely a különböző outside abbas variációk és a hibátlanul kivitelezett clipperek mellett azóta is védjegye. 2013-ban, bár még egyáltalán nem számított rutinos versenyzőnek, részt vehetett az EFFC-n (European Freestyle Football Competition), ahol a 2009-es év Sick Three bajnokával (a lengyel származású Zegannal) sorsolták össze, a csoportjából nem sikerült továbbjutnia. 2014-ben beállította Brian Lockyer egyik világrekordját (5 LAATW), egy másiktól (30 out AATW) pedig nem sokkal maradt el (26), abból országos csúcs lett. 2015-ben iskolát váltott, hogy az sport mellett esti tagozaton folytathassa tanulmányait. 2016-ban 3. lett az országos versenyen, 2017-ben pedig 4. helyen végzett. Ezt követően 2017 áprilisában súlyos bokasérülést szenvedett el, így a 2017 augusztusában megrendezett világbajnokságon (Super Ball) nem tudott részt venni.
2018 őszén ismét színpadra állhatott. A hosszú kihagyást követően rögtön egy nagy nemzetközi tornán, az Egyesült Királyságban megrendezett UFC-n (Ultimate Freestyle Comp) elsőként jutott tovább a csoportjából, itt a legjobb 16 között végzett. 2019-ben ismét Magyarországon versenyzett, bejutott az ország 16 legjobbja közé.
2020-ban a koronavírus járvány miatt elmaradtak a versenyek, így utánpótlás-neveléssel kezdett foglalkozni. Nevéhez fűződik a "Freestyle suli" című oktató sorozat.
2021-ben a HLL (Hungarian Lower League) 3. helyezettje lett.

## Eredményei[2]
- 2021 Hungarian Lower League: 3. hely
- 2019 Országos csúcs (27 outside Abbas ATW)
- 2019 Világrekord (28 Reverse Wrap 1 perc alatt) – Saját világcsúcs megdöntése
- 2019 Red Bull Street Style Hungary: Top 16 (Battle kategória)
- 2019 Világrekord (26 Reverse Wrap 1 perc alatt) – Saját világcsúcs megdöntése
- 2018 Ultimate Freestyle Competition (UK): Top 16 (Battle kategória)
- 2018 Világrekord (24 Reverse Wrap 1 perc alatt) – Saját világcsúcs megdöntése
- 2018 Világrekord (22 Reverse Wrap 1 perc alatt) – Saját világcsúcs megdöntése
- 2017 Világrekord (18 Reverse Wrap 1 perc alatt) – Új világcsúcs felállítása
- 2017 Új trükk a világon elsőként: Stratosphere
- 2017 Új trükk a világon elsőként: Becklipper
- 2017 Decathlon Freestyle Cup: 4. hely (Challenge kategória)
- 2017 Decathlon Freestyle Cup: Top 8 (Battle kategória)
- 2016 Decathlon Freestyle Cup: 3. hely (Challenge kategória)
- 2016 Decathlon Freestyle Cup: Top 16 (Battle kategória)
- 2015 Ki Mit Tube tehetségkutató – középdöntő
- 2015 II. NKE Freestyle Football Competition: Top 16 (Battle kategória)
- 2014 Világrekord (5 outside Lemmens Abbas ATW) – Brian Lockyer 2010-es rekordjának beállítása
- 2013 European Freestyle Football Championship (EB részvétel battle kategóriában)
- 2012 Factory Freestyle Football Competition: Top 16 (Battle kategória)
- 2012 Red Bull Street Style Hungary (Részvétel a VB selejtezőn)

## Freestyle suli
Az oktató sorozat első évada azoknak szól, akik teljesen az alapoktól szeretnének megismerkedni a freestyle futball lower ágával. A dekázástól fokozatosan az alaptrükkökön át juthatunk el az első rövid kombóig.
A második évad haladóknak készült. Az első évadban tanultak kombinálásával nyitja meg a duplák világába vezető utat.